# Donald Marcus Kelway Marendaz

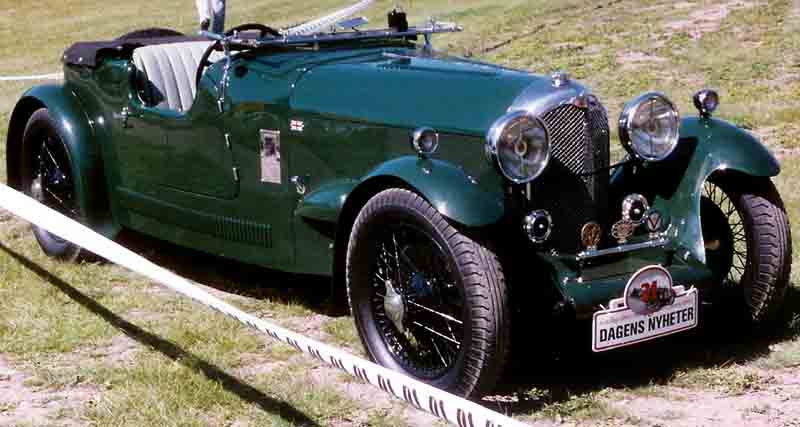
Marendaz Special 13/70 2-Seater Sports 1932

Donald Marcus Kelway Marendaz (* 17. Januar 1897 in Neath, Glamorgan, Wales; † 6. November 1988 in Horncastle, Lincolnshire) war ein britischer Kampfflieger im Ersten Weltkrieg, Unternehmer, Automobilrennfahrer sowie Konstrukteur von Automobilen, Komponenten und Flugzeugen.

## Herkunft und Jugend
Marendaz' Familie stammte ursprünglich aus Portugal und kam über die Schweiz um 1750 nach Südwales. Seine Eltern waren der Getreidehändler Richard Emmanuel Marendaz (1859–1937) und Ada Frances Kelway Marendaz (1870–1968). Donald ("D.M.K.") war das älteste von sechs Geschwistern. Er war ein Vetter zweiten Grades des Dichters Edward Thomas. Die Schule besuchte Marendaz in Monmouth (Wales). Hier verfolgte er auch einige Ballonfahrten von Charles Rolls. Auf seine Schulzeit folgte eine Lehre bei Siddeley-Deasy in Coventry, England, einem bedeutenden Hersteller von Automobilen, Flugzeugen und Motoren.

## Militärdienst und Heirat

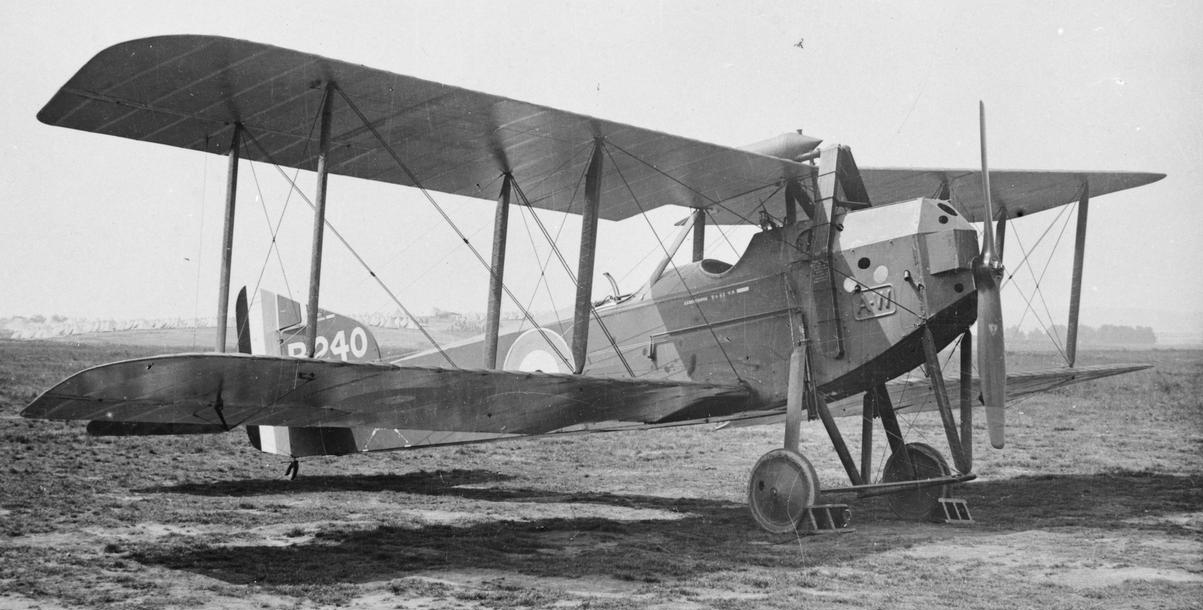
Frühe Ausführung des Aufklärers Armstrong Whitworth F.K.8. (1917)

Im November 1916 trat Marendaz in das Royal Flying Corps ein und wurde auf Farman-Flugzeugen zum Piloten ausgebildet. Es folgte 1917 mit nur 20 Flugstunden die Versetzung zur 35. Staffel in Frankreich, wo er mit Armstrong-Whitworth F.K.8 Luftaufklärung flog. Er nahm auch an der Schlacht von Cambrai (November 1917) teil, wo er der einzige Pilot war, dem es gelang, das Kampfgebiet, das unter einer dichten Nebeldecke lag, zu beobachten. Nach einer Verwundung Anfang 1918 wurde er auf eine Basis in der Nähe von Coventry versetzt.
Am 20. Februar 1918 heiratete er Dorothy Robinet Evans. Die Familie hatte drei Töchter. Er schied im April 1919 im Rang eines 2nd Lieutenant (Pilot Officer) aus dem Militärdienst. Dieser Rang entspricht dem eines Leutnants der Landstreitkräfte. Dennoch ließ er sich sogar zu offiziellen Anlässen mit Captain (Hauptmann) anreden.

## Alvis und Marseal
Für kurze Zeit arbeitete er erneut für Siddeley-Deasey, folgte dann aber dem Chefingenieur und Werksleiter Thomas George John (1880–1946). Dieser hatte in Coventry ein Unternehmen gekauft, welches er als T. G. John & Co. Ltd. reorganisierte. Das Unternehmen stellte Stationärmotoren der Marke Electra her. Daraus entstand später die Alvis Car and Engineering Company Ltd., doch zu diesem Zeitpunkt hatte Marendaz das Unternehmen bereits verlassen. Unklar ist, ob das freiwillig oder unter Druck geschah.
Gemeinsam mit Charles A. Seelhoff (1893–?), der mit ihm zusammen bei Siddeley-Deasy ausgebildet worden war, gründete er in Coventry die Marseal Motors Company Limited zur Herstellung von Automobilgetrieben. Nachdem ein Kunde eine größere Lieferung nicht abnehmen konnte, wurde um dieses Getriebe herum ein Automobil entwickelt, das sich als Marseel und nach dem Ausscheiden Seelhoffs als Marseal einige Jahre lang zufriedenstellend verkaufen ließ. Marendaz war zuständig für den Verkauf und begann in dieser Eigenschaft, Autorennen als Instrument einzusetzen. Ab 1922 tauchte er an Motorsportanlässen in Brooklands auf. Die Produktion des Marseal wurde, je nach Quelle, 1924 oder 1925 aufgegeben. Wie viele Fahrzeuge entstanden sind, ist unklar; es werden Zahlen zwischen 550 und 1200 genannt.
Als Sekretärin arbeitete Dorothy Summers bei Marseal; sie folgte ihm später zur D. M. K. Marendaz Limited und blieb im Betrieb bis zu dessen Schließung 1936. Summers machte sich einen Namen als Rennfahrerin auf Marendaz Special-Rennsportwagen und wurde 1954 Donald Marendaz' zweite Ehefrau.

## Marendaz Special
In der Folge zog Marendaz nach London und arbeitete für kurze Zeit an der Börse. Es folgte der erneute Sprung in die Selbständigkeit mit der Herstellung von Sportwagen. Die Marendaz Special genannten Fahrzeuge entstanden ab 1926 in seiner D. M. K. Marendaz Co. Ltd. im Londoner Bezirk Southwark. Anfangs verwendete Marendaz zugekaufte Vierzylindermotoren von Anzani, welche auch mit Kompressor ausgerüstet werden konnten. Wahrscheinlich aus einem bei Anzani aufgegebenen Projekt für einen Reihen-Achtzylinder entwickelte Marendaz eine eigene Version. Diese wurde zwar angeboten, es scheint aber nur ein Prototyp entstanden zu sein. Bis 1932 sind nur etwa 30 Autos gebaut worden. Daneben reparierte und wartete Marendaz Fahrzeuge von Fremdmarken und unterhielt die lokale Niederlassung der US-Marke Graham-Paige. D.M.K. Marendaz pflegte eine Abneigung gegen Journalisten und ging wiederholt gerichtlich vor gegen nach seiner Vorstellung ungünstige Presseberichte über sein Unternehmen und seine Autos.
Am 29. November 1928 verursachte Marendaz einen schweren Verkehrsunfall mit Todesfolge. Es wurde wegen Fahrlässigkeit verurteilt und musste der Witwe des Verunfallten GB £1,850 Schadenersatz bezahlen.
1931 begann die Entwicklung eines neuen, größeren Modells. Marendaz verwendete einen Sechszylindermotor von Continental mit 1,8 Liter Hubraum, den er allerdings überarbeitete. Kurz nach der Vorstellung des 13 /70 zog das Unternehmen um nach Maidenhead, Berkshire, England. Als Marendaz Special Cars Limited wurden bis 1936 Sportwagen in einer verwirrend großen Anzahl von Varianten angeboten aber in minimalen Stückzahlen verkauft. Im Prinzip war das stets das gleiche Grundmodell mit unterschiedlicher Motorisierung. Ab 1935 wurde zusätzlich eine Version mit Coventry Climax Sechszylinder angeboten. Die Produktion endete Anfang 1936, möglicherweise wurden die letzten Marendaz Special Anfang 1937 montiert.

## Rennsport
D.M.K. Marendaz nahm aktiv von 1922 bis Mitte der 1930er Jahre am Motorsport teil. Er hielt drei 24-Stunden-Geschwindigkeitsrekorde, davon zwei auf in London gebauten Marendaz Special:
- Klasse G, 1.1 Liter; Durchschnitt 58,18 mph (93,63 km/h);

gleichzeitig 500 km (Durchschnitt 71,13 mph (114,47 km/h)) und 3 Stunden (Durchschnitt 70,53 mph (113,51 km/h))
gefahren auf Marendaz Special 11/55 am 10. November 1927: Brooklands. Das Fahrzeug existiert noch.
- Klasse F, 1.5 Liter; 1425 Meilen (2293 km) mit einem Durchschnitt 73,0 mph (117,5 km/h).

Team: D.M.K. Marendaz / K. N. Forrest / L. L. Hanks
gefahren auf Marendaz Special 11/55 am 5./6. November 1928; Montlhéry; das Fahrzeug gehörte Hanks.
- Klasse B; gefahren auf Graham-Paige Achtzylinder (5296 cm³) am 23./24. Dezember 1929; Montlhéry.[9]

Sein größter Erfolg an einem Rennen war ein Klassensieg (1500–2000 cm³) samt Rundenrekord (73,07 mph (117,59 km/h)) an der RAC Tourist Trophy ("TT") 1935 in Ards bei Belfast (Nordirland).
Pech hatte Marendaz am Großen Preis von Deutschland 1928. Am als Wettbewerb für Sportwagen ausgeschriebenen Rennen auf dem Nürburgring schied er nach einem Unfall aus, ehe er die erste Runde beendet hatte.
Marendaz Special hatten Potential, waren aber nicht zuverlässig genug für große Wettbewerbe. Dies zeigten zwei Versuche Marendaz', an den 24-Stunden-Rennen von Le Mans teilzunehmen. Beide Male, 1928 und 1933 konnte er nicht starten.
Mit dem 15/90 von der erwähnten Tourist Trophy 1935 nahmen Earl Howe / Tommy Wisdom am ebenfalls als Sportwagenrennen ausgeschriebenen Großen Preis von Frankreich 1936 in Montlhéry teil. Der Wagen fiel in der vierten Runde nach einem technischen Defekt aus.
Nebenbei fuhr Marendaz auch Clubrennen mit einem Graham-Paige.
Mit Marendaz Specials nahmen auch Marendaz' Sekretärin Dorothy Summers und die Eltern von Sir Stirling Moss an Rennen teil.

## Flugzeuge
Sein Unternehmen musste Anfang 1936 schließen und wurde liquidiert.
Danach trieb Marendaz die Entwicklung eines Flugzeugs voran. Er gründete die International Aircraft and Engineering, Ltd., die gegenüber von seiner früheren Automanufaktur im Cordwallis Works Industriepark in Maidenhead eingerichtet wurde. Ein erster Prototyp seines offenen, zweisitzigen Tiefdeckers Marendaz Mark III wurde 1937 bei einem Hangarbrand zerstört. Marendaz zog darauf mit seinem Unternehmen nach Barton-in-the-Clay (Bedfordshire), wo ein zweiter Prototyp entstand, der jedoch nie geflogen ist. Eine der beiden Maschinen trug das Luftfahrzeugkennzeichen G-AFZX.

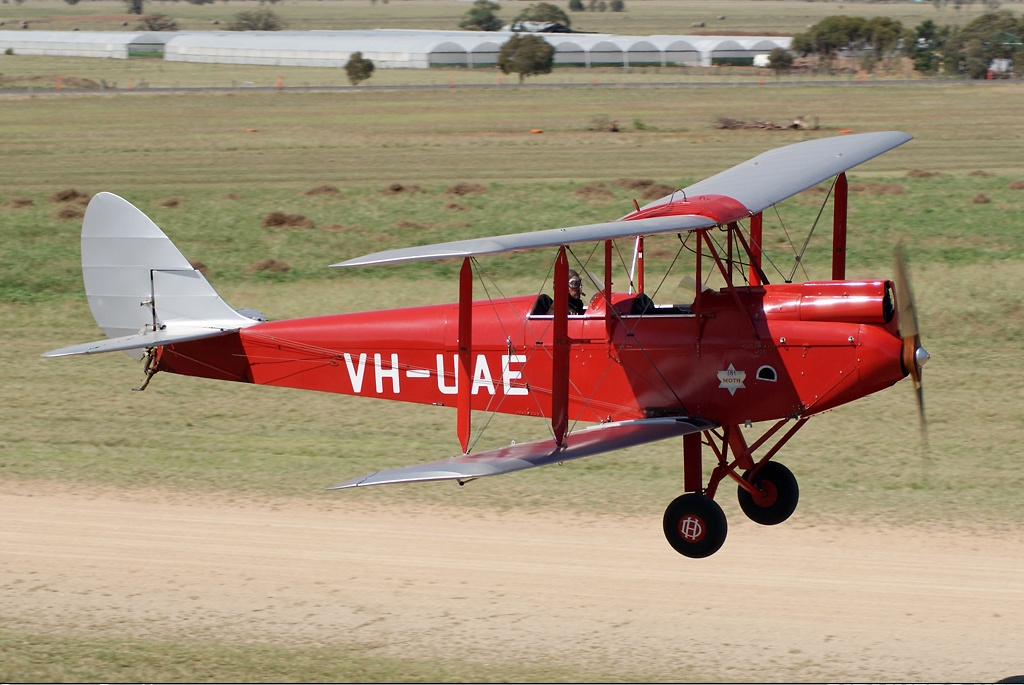
De Havilland DH.60 "Moth"

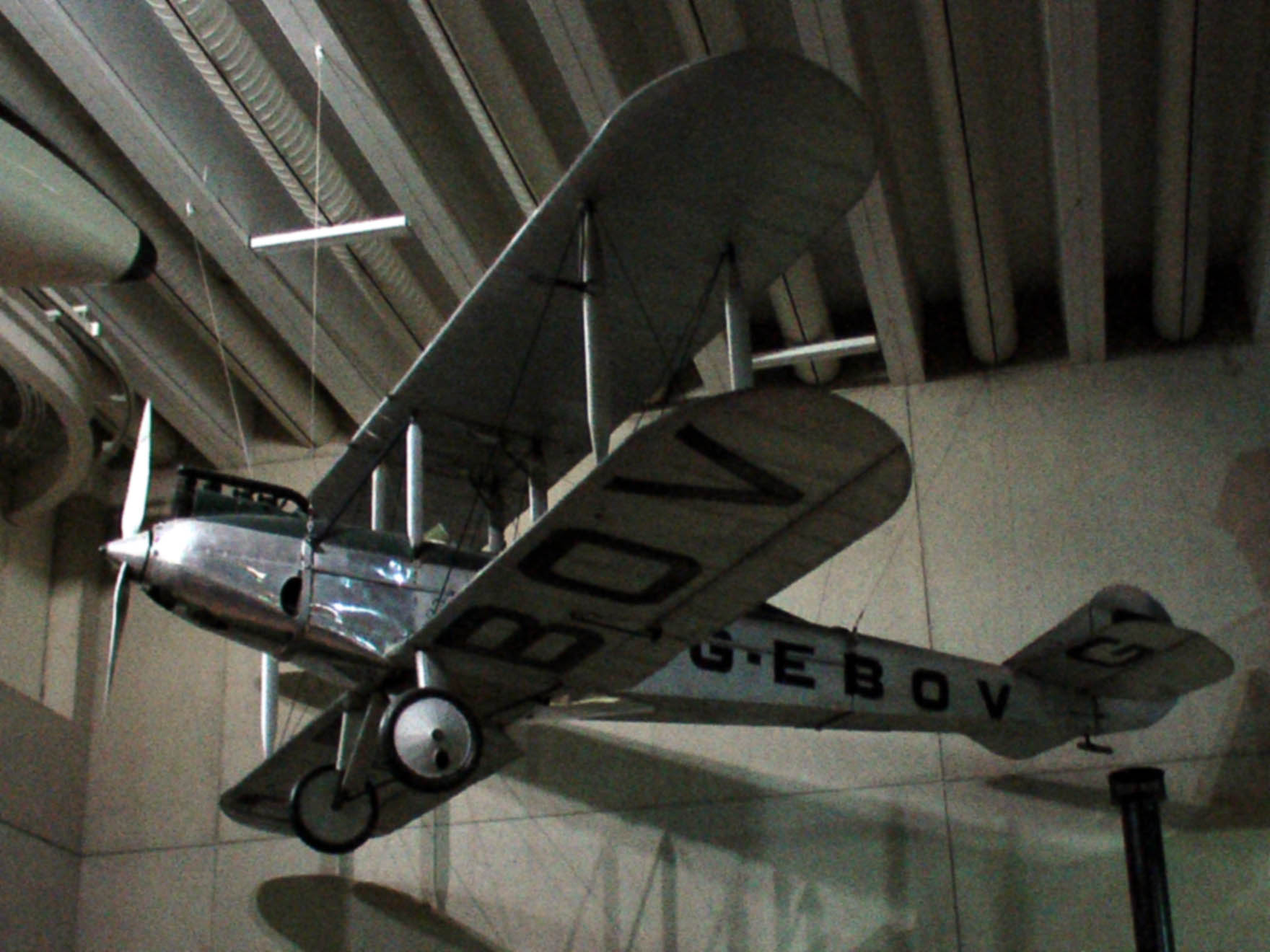
Avro 594 "Avian"

D.M.K. Marendaz gründete die Bedford School of Flying, welche Kurse auf De Havilland DH.60 Moth und Avro Avian anbot und von Barton-in-the-Clay und Eaton Bray aus operierte. In Zusammenarbeit mit der Regierung bildete die Schule an die 500 Piloten aus.
Hauptsächlich arbeitete Marendaz jedoch weiterhin an der Entwicklung eines Flugzeugs. Dazu wurde 1938 die Marendaz Aircraft, Ltd. gegründet, wobei unklar ist, ob dies eine Reorganisation seiner International Aircraft and Engineering, Ltd. oder eine Neugründung war. Großbritannien hatte infolge der unruhigen Zeiten in Europa mit der Wiederaufrüstung begonnen. Marendaz rechnete sich Chancen aus, dass die Royal Air Force (RAF) an einer Maschine für die Pilotenausbildung interessiert sein könnte, und baute einen dritten Prototyp (Kennzeichen G-AFGG). Diesmal entstand ein deutlich modernerer Tiefdecker mit geschlossener Kabine und Einziehfahrwerk. Die RAF lehnte jedoch seinen Marendaz Trainer ab.

## Späteres Leben
In der Folge gab er die Flugzeugentwicklung auf und verkaufte 1939 sowohl die Marendaz Aircraft, Ltd. wie auch die Flugschule.
1940, kurz nach Ausbruch des Zweiten Weltkriegs, wurde Marendaz als Anhänger von Oswald Mosley und seiner BUF nach der Defence Regulation 18B für kurze Zeit interniert. Während die BUF kurz darauf verboten wurde, kam Marendaz, wahrscheinlich als Veteran des Ersten Weltkriegs, nach wenigen Tagen wieder frei.
Danach begann er künstlerisch zu arbeiten und Bücher zu schreiben. Sein erstes war eine Abhandlung über die Pilotenausbildung, welche 1944 unter dem Titel You Can Fly in der Reihe Bernard's Technical Books (Nr. 32) erschien. Unter seinen weiteren Werken findet sich Revelations of Old Worcester (1950). 1954 folgte die Scheidung von seiner Frau und die Heirat mit Dorothy Summers. Das Paar hatte zwei Kinder und verbrachte viele Jahre in Südafrika.
Marendaz beschäftigte sich mit einem kleinen Dieselmotor für einen Traktor von dem allerdings nur ein Prototyp entstand. 1959 gründete er in Mayerton, Johannesburg (Transvaal, Südafrika) die Marendaz Diesel Tractors, Ltd. Nach deren Scheitern 1965 kam es zu juristischen und möglicherweise politischen Auseinandersetzungen, welche in einer Anklage wegen Betrug gipfelte. 1972 kehrte er nach Großbritannien zurück und ließ sich in Lincolnshire nieder, wo er zurückgezogen lebte. Er verstarb 1988.

## Werke
- D. M. K Marendaz: You can fly (= Bernard’s technical books. Nr. 32). Bernards Limited, London 1944, OCLC 44075451.
- D. M. K Marendaz: Revelations of old Worcester. Stewart Printing Co., Cape Town 1950, OCLC 49987219.

## Anmerkung
1. ↑  Defence Regulation 18B erlaubte es der Regierung, potentiell staatsgefährdende Personen ohne Anklage und Verfahren zu internieren. Außer ihm wurden etwa 740 weitere BUF-Anhänger in Gewahrsam genommen (vgl. British Union of Fascists), darunter viele Veteranen des Ersten Weltkriegs und des Burenkriegs. Seine schnelle Entlassung aus der Internierung deutet darauf hin, dass seine Loyalität gegenüber dem Staat nicht angezweifelt wurde.

| Personendaten    | Personendaten                                      |
| ---------------- | -------------------------------------------------- |
| NAME             | Marendaz, Donald Marcus Kelway                     |
| ALTERNATIVNAMEN  | D.M.K.                                             |
| KURZBESCHREIBUNG | britischer Ingenieur, Automobil- und Flugzeugbauer |
| GEBURTSDATUM     | 17. Januar 1897                                    |
| GEBURTSORT       | Neath, Glamorgan, Wales                            |
| STERBEDATUM      | 6. November 1988                                   |
| STERBEORT        | Horncastle, Lincolnshire                           |